# Rebel MC
Michael Alec Anthony West (* 27. srpna 1964, Islington, Londýn, Anglie), známý jako Rebel MC, je anglický jungle producent a DJ. Také používal jména Conquering Lion, Congo Natty, Blackstar, Tribe Of Issachar, X Project a Ras Project.

## Biografie
Počátkem 80. let West založil skupinu Double Trouble s dnes již zesnulými Michaelem Mensonem, Karlem Brownem a Leighem Guestem. Společně vydali v roce 1989 singl "Just Keep Rockin'" jako Double Trouble and Rebel MC. Singl byl UK Top 20 hitem a následující singl "Street Tuff" (1989) měl největší úspěch, přičemž dosáhl 3. místa v žebříčku UK Singles Chart.

## Diskografie
- Rebel Music (Desire, 1990)
- Black Meaning Good (Desire, 1991)
- Word Sound and Power (Big Life, 1991)
- Born Again (Congo Natty, 2005)